# Rasa de Torregassa
La Rasa de Torregassa és un torrent afluent per la dreta de la Riera de Sanaüja en el tram en el qual rep del nom del Barranc dels Colomers. Neix al sud de la Collada de la Torregassa, dins del terme municipal d'Olius però ben a prop del terme de Castellar de la Ribera i desguassa al Barranc dels Colomers al peu del vessant de llevant del Serrat de Marrossella, després d'haver fet un curs en direcció predominant cap al sud.

## Xarxa hidrogràfica
La xarxa hidrogràfica de la Rasa de Torregassa està constituïda per dotze cursos fluvials que en total sumen una longitud de 5.412 m. Pel que fa a la distribució municipal de la xarxa, pel terme d'Olius hi trancorren, íntegrament, parcial o fent frontera, els esmentats dotze cursos fluvials amb una longitud total de 4.470 metres mentre que les parts inicials de les xarxes del tercer i el quart tributaris per la dreta, a banda del darrer tram fronterer de la mateixa rasa, amb una longitud total de 897 metres, trancorren pel terme municipal de Pinell de Solsonès.

## Territori
Des del seu naixement aquesta rasa passa successivament pels següents termes municipals.